# Manuel Rivarola
Manuel Rivarola fue un militar y político peruano. 
En los años 1860 fue primer jefe del Batallón Zepita con el grado de Coronel entre los jefes del Ejército Permanente de la República siendo que el 3 de marzo de 1875 fue ascendido a General de Brigada mediante Resolución Legislativa del Congreso de la República.
Fue elegido diputado suplente por la provincia de Abancay entre 1868 y 1871 durante el gobierno de José Balta.